# Kazimierz Jurga
Kazimierz Jurga (ur. 15 lutego 1935 w Kokorzynie, zm. 26 stycznia 2021 w Poznaniu) – polski profesor nauk fizycznych, pracownik naukowy Wydziału Fizyki Uniwersytetu im. Adama Mickiewicza w Poznaniu.

## Życiorys
Był specjalistą i autorytetem w dziedzinie radiospektroskopii i spektroskopii jądrowego rezonansu magnetycznego. Przez wiele lat kierował Zakładem Fizyki Wysokich Ciśnień Wydziału Fizyki UAM. Był współtwórcą sposobu wyznaczania elektronowych czasów relaksacji T1 w tomografii EPR, za co otrzymał nagrodę Brussels Innova w 2012 (pozostali nagrodzeni to dr Tomasz Czechowski, dr hab. Jan Jurga, dr Mikołaj Baranowski, dr Wojciech Chlewicki, dr inż. Piotr Kędzia oraz mgr inż. Piotr Szczepanik). Był członkiem zespołu, który tworzył tomograf ERI pracujący w technice obrazowania przestrzenno-widmowego opartej o elektronowy rezonans paramagnetyczny.
Został pochowany na cmentarzu parafialnym przy ul. Jasna Rola w Poznaniu na Naramowicach.

## Rodzina
Jego bratem był prof. Stefan Jurga.